# Kamimuria anamensis
Kamimuria anamensis és una espècie d'insecte pertanyent a la família dels pèrlids.

## Descripció
- La femella fa 25 mm d'envergadura alar.
- Ales gairebé hialines (és a dir, transparents) i amb els nervis de color groc.
- Potes pàl·lides.[4]

## Reproducció
Els ous fan 0,32 mm de llargària i 0,28 mm d'amplària.

## Distribució geogràfica
Es troba a Àsia: el Vietnam.